# 하루나 류세이
하루나 류세이(일본어: 春名 竜聖, 2004년 5월 1일~)는 일본의 축구 선수이다.

## 구단 경력
2023년 J2리그의 미토 홀리호크에 입단하였다. 2025년 J3리그의 테게바자로 미야자키로 이적했다.

## 국가대표팀 경력
그는 2023년 FIFA U-20 월드컵에 참가할 일본 U-20 국가대표팀에 선발되었으나 경기에 출전하지는 못하였다.